# Ajsarbek Galázov
Ajsarbek Jadzhimurzáievich Galázov (en ruso: Ахсарбе́к Хаджимурза́евич Гала́зов; URSS, 15 de octubre de 1929 - Vladikavkaz, 10 de abril de 2013) fue un político, profesor y rector de Osetia del Norte - Alania. 
Nacido el 15 de octubre de 1929 en Osetia del Norte. En 1938 su padre Hadzhimurza Ilyasovich, fue detenido ilegalmente y varios años más tarde murió en prisión. 
En 1952, se graduó en el Instituto Pedagógico Estatal de Osetia del Norte. De 1952 a 1958 trabajó como profesor de lengua y literatura rusa y director de estudios en la escuela secundaria Humalagskoy. De 1958 a 1959 fue superintendente de escuelas del Ministerio de Educación de la República Socialista Soviética de Osetia del Norte. De 1959 a 1960 se desempeñó como Director del Instituto de Profesores.
De 1961 a 1975 fue Ministro de Educación de la república soviética de Osetia del Norte. 
De 1976 a 1990 fue Rector de la Universidad Estatal de Osetia del Norte.
De 1990 a 1991 fue miembro del Comité Central del PCUS. Elegido diputado de la RSFSR.
Con el establecimiento del Comité de Emergencia en agosto de 1991 declaró el estado de emergencia en el país,  creado un Comité de Emergencia Nacional. Después de la derrota del Comité de Emergencia del Consejo Supremo de Osetia del Norte discute Galázov oferta de renuncia, pero no fue aceptada.
Durante el conflicto armado en Osetia del Sur, autorizó la entrega de ayuda humanitaria. Jugó para la solución pacífica de la situación de Osetia del Sur.
Al estallar el conflicto de Ingushetia y Osetia en 1992 acusó a los extremistas de Ingushetia. Se opuso a la liberación de Osetia del Norte de Rusia, aunque al mismo tiempo afirmó la posibilidad de su asociación con Osetia del Sur y la creación de un nuevo estado - Alania.
En noviembre de 1993, fue nominado para el Consejo de la Federación. En las elecciones sirvió como candidato independiente. La participación fue de 61,26% de los votantes registrados. Galázov ganó con el 53,54% de los votos. En la segunda parte del Consejo de la Federación pasa a ser miembros ex officio.
En enero de 1994, fue elegido el primer presidente de la República de Osetia del Norte y ocupó el cargo hasta 1998.
Estaba casado y tenía dos hijos y una hija. Son Aslan Galázov - director, ganador de varios premios en dirección de cine, hija Zalina Galázov - un abogado, que trabaja en los EE. UU., tiene un doctorado.